# Valeriana salicariifolia
Valeriana salicariifolia är en kaprifolväxtart som beskrevs av Vahl. Valeriana salicariifolia ingår i släktet vänderötter, och familjen kaprifolväxter. Inga underarter finns listade i Catalogue of Life.